# Missionshaus St. Rupert

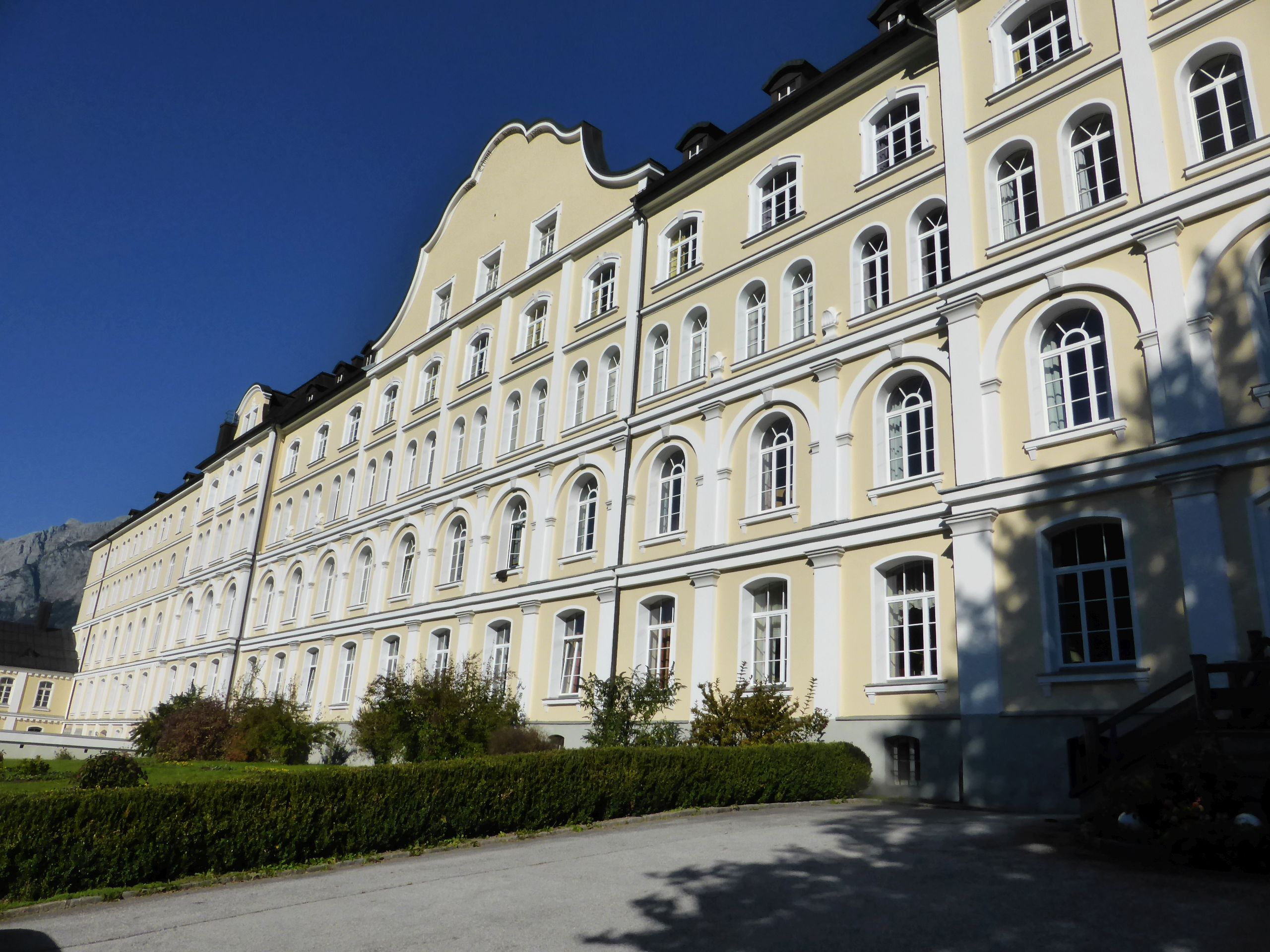
Missionshaus St. Rupert

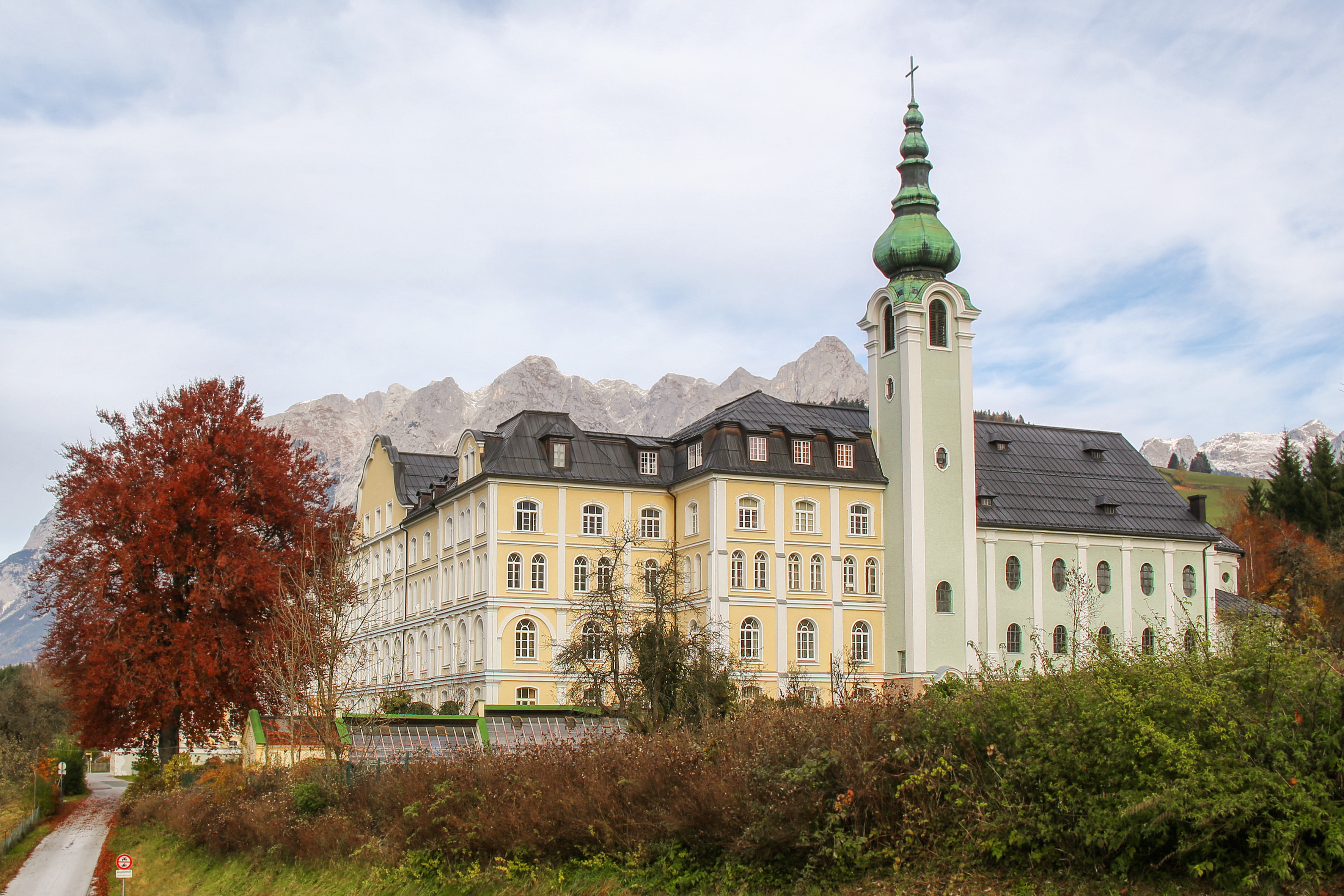
Privatgymnasium St. Rupert

Das Missionshaus St. Rupert in der Stadtgemeinde Bischofshofen im Bezirk St. Johann im Pongau im Land Salzburg ist eine Gründung des hl. Arnold Janssen, Gründer der Steyler Missionare, und wird als Missionsprivatgymnasium St. Rupert genutzt. Das Gebäude liegt im Ortsteil Kreuzberg oberhalb von Bischofshofen.

## Geschichte
Nach der Gründungsentscheidung im Jahre 1904 erfolgte 1906 die Grundsteinlegung und 1907 wurde mit dem Betrieb einer Schule begonnen. Mit dem Ersten Weltkrieg wurde das Gebäude ab 1914 als k. und k. Not-Reserve-Spital genutzt. Von 1925 bis 1929 wurde das Gebäude durch einen Kirchenbau ergänzt. Mit dem Anschluss Österreichs an Hitler-Deutschland wurde das Missionshaus 1939 aufgehoben und diente im Zweiten Weltkrieg ab 1945 als Lazarett. 1946 wurde die Schule wiederaufgebaut. Das Gebäude wurde von 1964/1965 und 1975 restauriert und seither laufend erneuert.

## Missionshaus
Der viergeschoßige breitgelagerte Gebäudekomplex mit mehreren Anbauten und Nebengebäuden wurde in mehreren Bauetappen errichtet und erweitert. Das Hauptgebäude zeigt gegen Westen einen betonten Eckrisalit mit einer zurückgesetzten Mittelfassade und einem gemauerten Giebelaufsatz. Nach Norden erfolgten Anbauten. Nach Süden wurde eine nach Osten ausgerichtete Kirche angebunden, womit ein Innenhof entstand.

## Missionsprivatgymnasium
Das Privatgymnasium St. Rupert ist eine Privatschule mit Öffentlichkeitsrecht. Seit Herbst 2021 gibt es neben dem Gymnasialzweig mit Latein ab der 3. Klasse auch einen Realzweig. Ein Einstieg in den Realzweig aus anderen Schultypen bzw. aus dem Gymnasialzweig ist auch nach der Unterstufe möglich. Maturiert werden kann neben Englisch, Französisch, Griechisch, Spanisch, Italienisch auch in Informatik und jedem weiterführenden vertiefenden Schulfach. Die Trägerschaft ging im September 2018 von den Steyler Missionaren an die Vereinigung von Ordensschulen in Österreich (VOSÖ) über, um die Schule im Sinne des Ordens auf lange Sicht hin abzusichern.
Die Schule hat etwa 40 Lehrer und Platz für etwa 400 Schüler.

## Missionskirche hl. Rupert
Die neobarocke Missionskirche am Kreuzberg (Kreuzbergkirche) als Südtrakt des Missionshauses hat über einem abgesetzten Sockelgeschoß eine Fassade mit Wandpfeilergliederung und einen eingezogenen niedrigen Chor mit polygonalem Schluss. Der neobarocke 47,5 m hohe Turm mit Eckpilastern hat im Glockengeschoß Rundbogenfenster und über einem geschwungenen Abschlussgesims einen Zwiebelhelm.

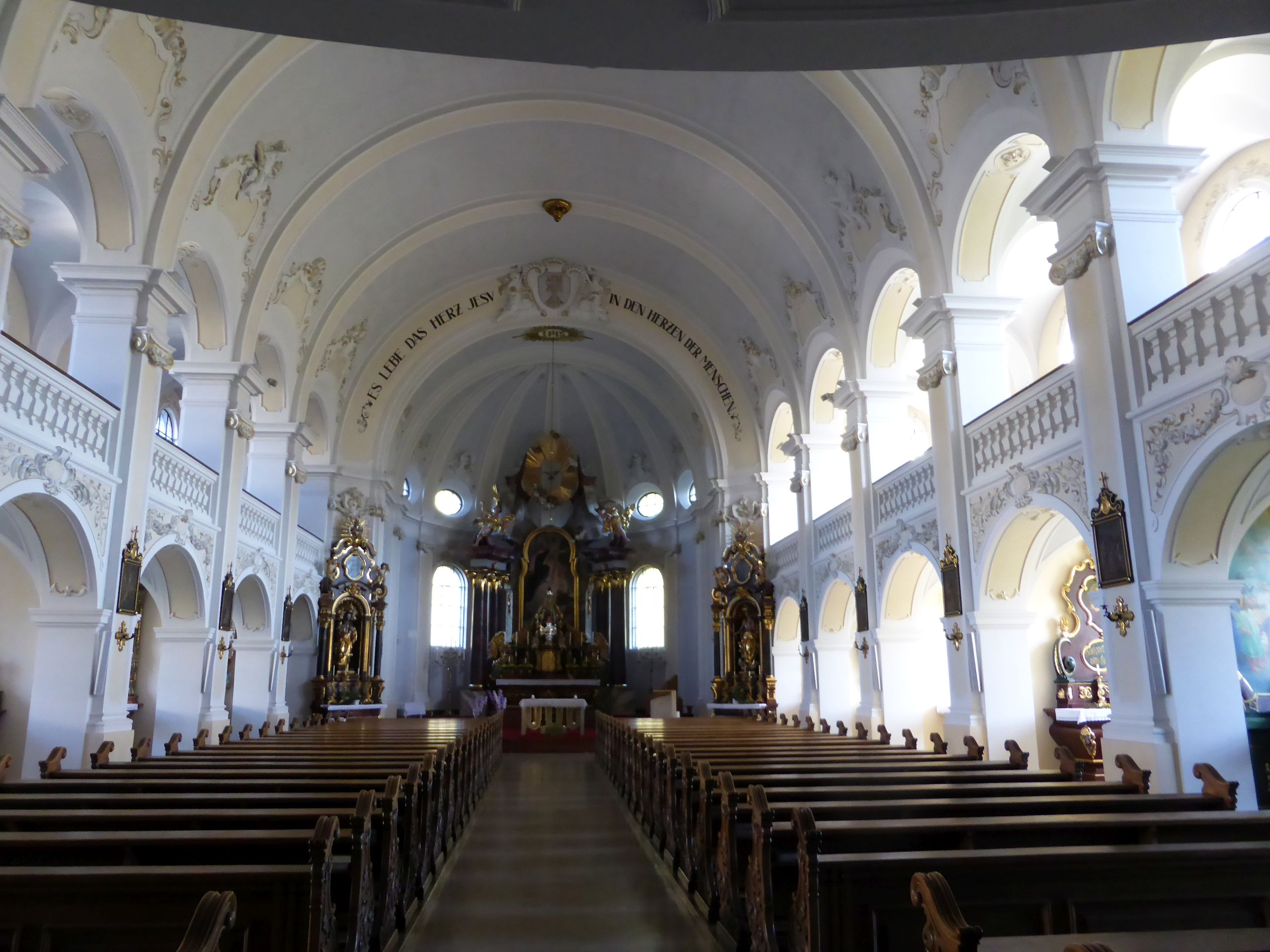
Langhaus der Missionskirche Hl. Rupert

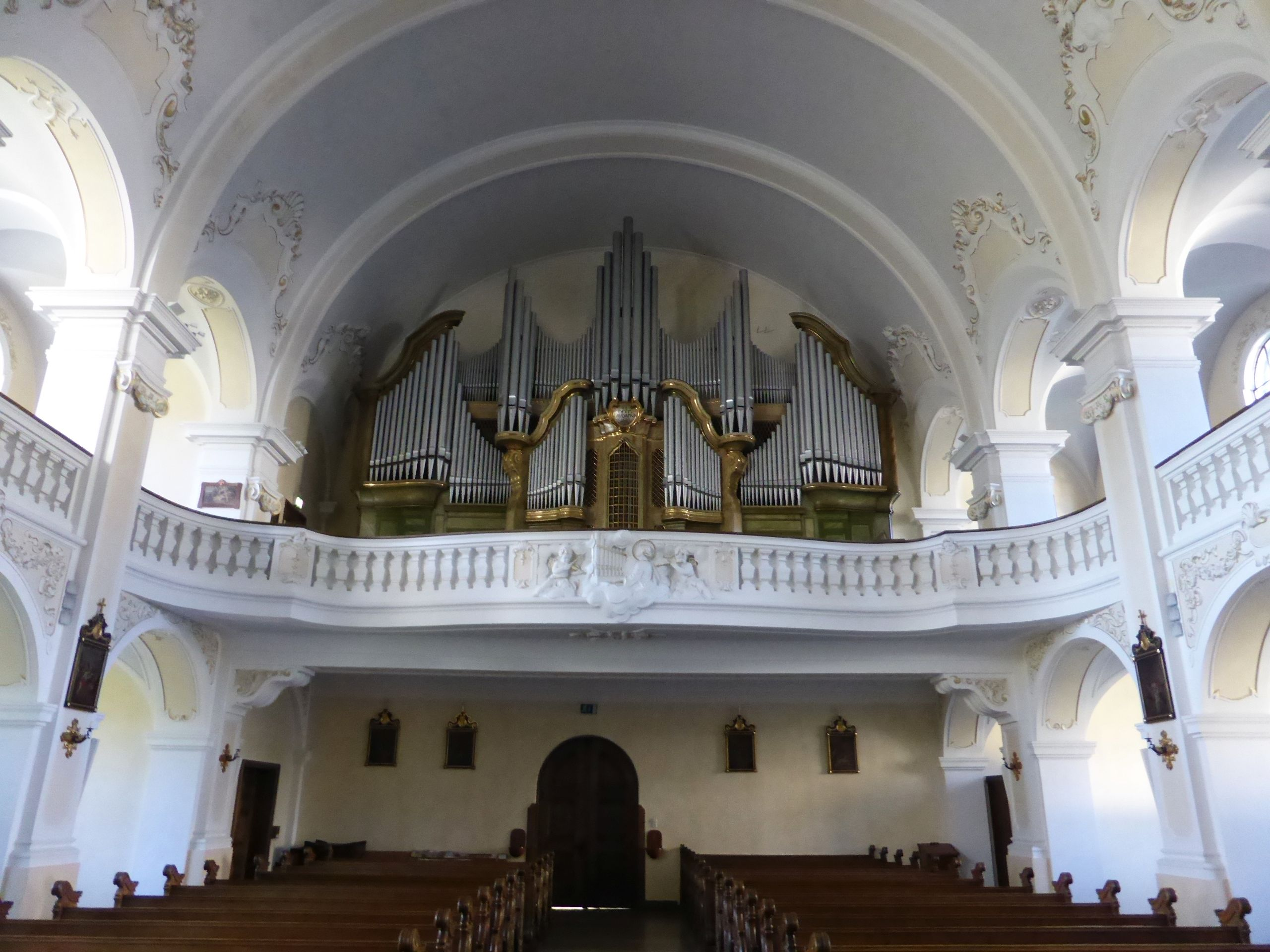
Orgelempore der Missionskirche Hl. Rupert

Das siebenjochige rechteckige Langhaus unter einem Tonnengewölbe auf Gurtbögen und Pfeilern hat Rundbogenöffnungen zu den kreuzgratgewölbten Seitenkapellen. Über den Seitenkapellen (?) ist ein rundbogig geöffnetes Emporengeschoß in Verbindung mit der Orgelempore im Westen. Hinter dem rundbogigen Triumphbogen ist ein im Fußboden erhöhter eingezogener Chor unter einem Tonnengewölbe auf Pilastern und einem umlaufenden profilierten Gesims.
Der neobarocke Hochaltar aus dem Jahr 1961 zeigt ein Altarblatt des Malers Wolfram Köberl, das Rupert von Salzburg im benediktinischen Mönchshabitus zeigt, flankiert von zwei Säulen mit einem profilierten Gesims. Darüber der Hl. Geist im Strahlenkranz mit seitlichen Engeln. Die neobarocken Seitenaltäre von 1929 an den abgeschrägten Wänden des Triumphbogens, links ein Christkönigaltar, rechts ein Marienaltar, tragen die Konsolfiguren Herz-Jesu und hl. Maria und im Aufsatz Engel. In den Seitenkapellen sind zum Teil einfache Holzaltäre, welche teilweise modern ausgestattet sind.
- Altar der Unschuldigen Kinder mit Altarblatt von Philipp Schumacher
- Altar des Verlorenen Sohnes mit Altarblatt Verlorener Sohn als Kopie von Pompeo Batoni
- Altar zum hl. Bruder Konrad von Parzham mit Altarblatt von Pater Philipp Schumacher, einem Sohn des vorher genannten Malers
- Altar zum hl. Joseph mit Schnitzfigur hl. Joseph im Strahlenkranz vom Bildhauer Josef Staud
- Altar zum hl. Arnold Janssen nach einem Entwurf mit Bild vom Maler Ferdinand Kubitsche (1980)
- Altar der Befreiung des Apostels Petrus aus dem Kerker mit Schnitzwerk von Josef Staud
- Altar zum hl. Josef Freinademetz mit Bild vom Maler Ferdinand Kubitschek[6]

Die Orgel stammt von der Orgelbaufirma Dreher und Reinisch und wurde im Jahr 1950 eingeweiht.

## Missionshausfriedhof mit Kapelle

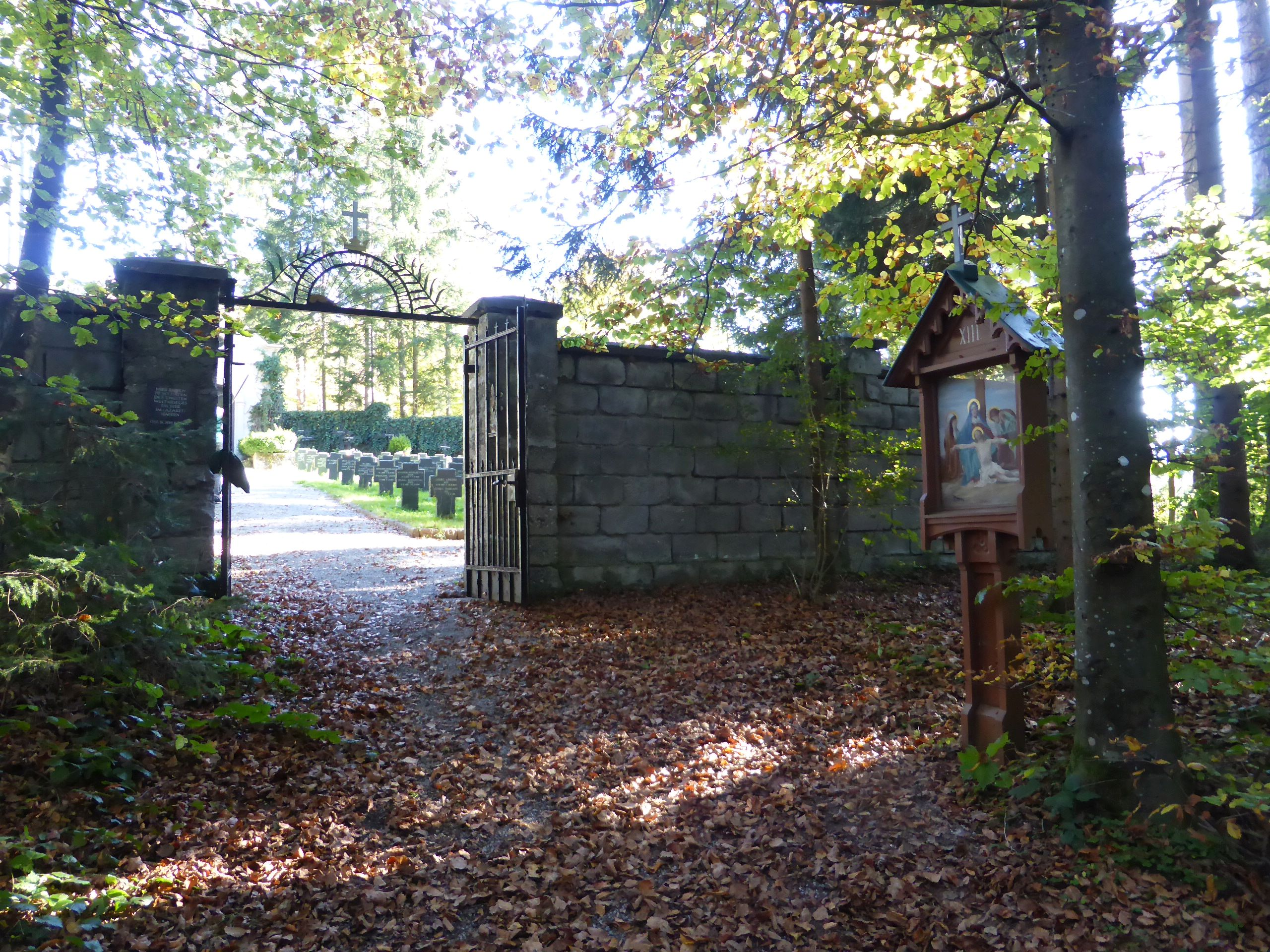
Friedhof des Missionshauses St. Rupert

Der nach 1910 angelegte Friedhof liegt östlich des Missionshauses in einer Waldlichtung und ist von einer Mauer umgeben. Der neugotische rechteckige Kapelle mit einem runden Abschluss unter einem Satteldach hat einen gemauerten Giebel mit Gesims und seitliche Wand- und Stützpfeiler und einen Dachreiter. In dem Friedhof befinden sich u. a. die Gräber von 79 Soldaten des Zweiten Weltkriegs, die im hiesigen Lazarett starben.